# Congrès de la République (Guatemala)
Pour les autres articles nationaux ou selon les autres juridictions, voir Congrès (homonymie).
Xe législature
Chambre des représentants
Palais législatif
Le Congrès de la République (en espagnol : Congreso de la República) est l'organe institutionnel monocaméral détenant le pouvoir législatif au Guatemala.

## Système électoral

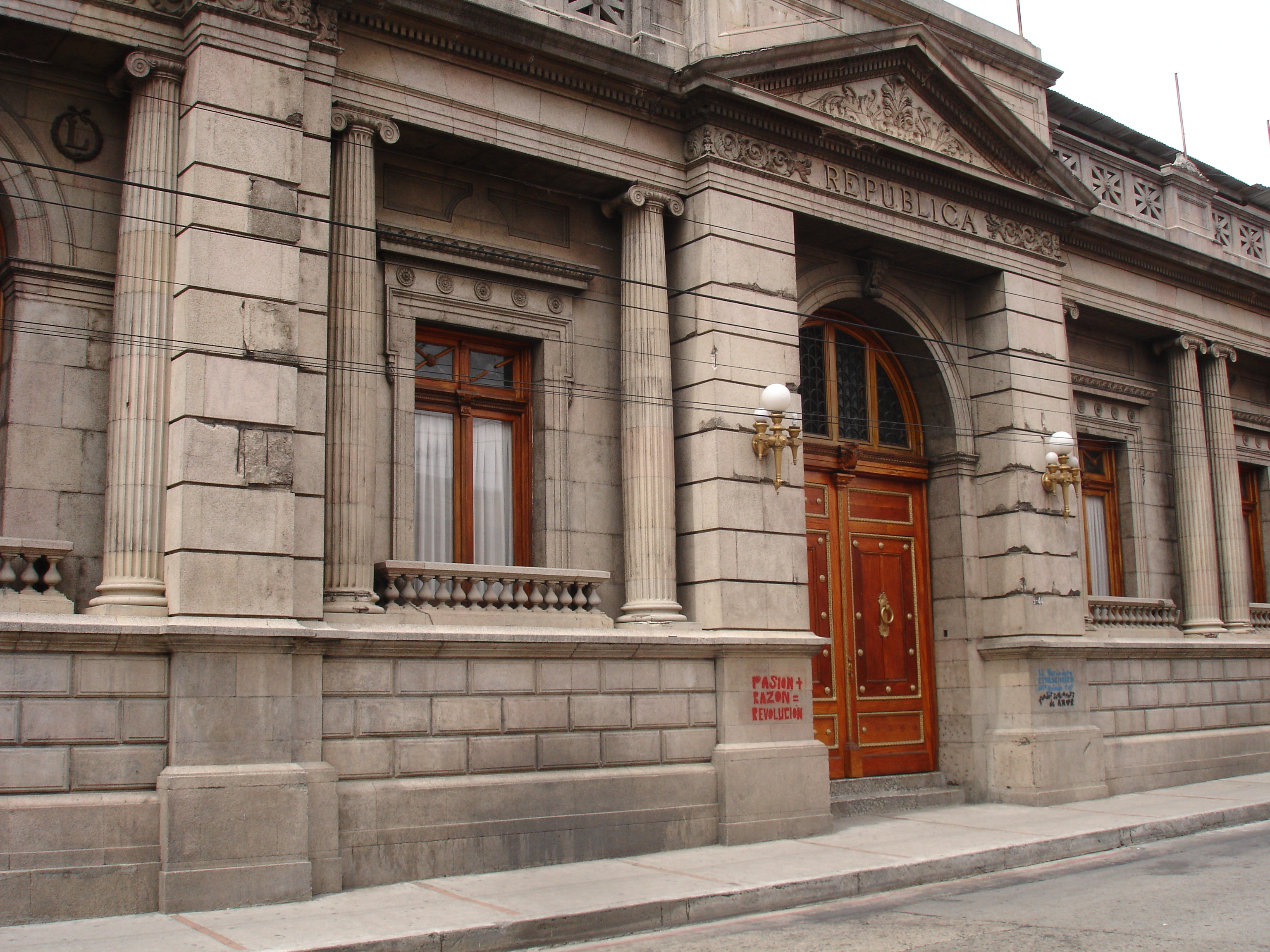
Façade du Palais législatif, siège du Congrès.

Le Congrès de la République est doté de 160 sièges pourvus pour quatre ans au scrutin proportionnel plurinominal avec listes fermées.
Sur le total, 128 sièges sont à pourvoir dans onze circonscriptions électorales plurinominales regroupant un ou plusieurs départements, à l'exception du département de la capitale Guatemala, qui est divisé entre ville et province. Les 32 sièges restants sont quant à eux pourvus dans une unique circonscription nationale. Dans les deux cas, la répartition des sièges après décompte des suffrages se fait selon la méthode D'Hondt, sans recours à un seuil électoral.
Le nombre de sièges était de 113 avant 2003. Le total de sièges augmente ensuite à 158 avec 127 sièges de district et 31 par liste nationale. En 2019, il passe à 160, du fait de l'attribution d'un siège à chacun des systèmes à la suite de l'augmentation de la population. C'est également en 2019 que la plupart des départements sont regroupés au sein d'un nombre plus restreint de circonscriptions, leurs limites correspondant jusqu'alors à celles des 22 départements, à l'exception de la capitale, qui était déjà divisée en deux,.